# McLaren M29
McLaren M29 — гоночный автомобиль Формулы-1, разработанный Гордоном Коппаком для команды McLaren и участвовавший в чемпионатах мира Формулы-1 с 1979 по 1981 год.

## История
В гонке машина дебютировала на Гран-при Великобритании, девятом этапе чемпионата мира 1979 года, чтобы заменить неудачную модель M28. Болид был построен в единственном экземпляре и достался Джону Уотсону. Заработав хорошее седьмое место на стартовой решетке, Уотсон развил успех в гонке, финишировав на четвёртом месте. В остальных гонках сезона Уотсону ещё 3 раза удастся попасть в очки (два шестых и одно пятое место).
В сезоне 1980 на M29 было добыто два четвёртых места (Джон Уотсон), пятое (Ален Прост) и два шестых (Прост). В конце сезона болид был заменен на McLaren M30.
В 1981 команда решила повторно использовать в некоторых гонках M29 в модифицированной версии F. В этом сезоне на машине стояла резина Michelin. Шасси M29F участвовало в пяти Гран-при, а Андреа де Чезарис заработал одно очко на Гран-при Сан-Марино в Имоле. Это гонка была единственной, где де Чезарис смог добраться до финиша на M29F. Этот болид был последним в истории команды, который обозначался индексом "М", позднее по ходу сезона появился McLaren MP4/1, и с тех пор в чемпионате участвовали болиды с индексом "MP4".
McLaren М29 использовался также в чемпионате британской Формулы-1 1982 года.

## Результаты выступлений в гонках
| Год  | Шасси         | Команда      | Двигатель            | Шины | Пилоты     | 1    | 2    | 3   | 4   | 5    | 6    | 7    | 8   | 9    | 10   | 11   | 12   | 13   | 14   | 15   | Место | Очки |
| ---- | ------------- | ------------ | -------------------- | ---- | ---------- | ---- | ---- | --- | --- | ---- | ---- | ---- | --- | ---- | ---- | ---- | ---- | ---- | ---- | ---- | ----- | ---- |
| 1979 | M29           | Team McLaren | Ford Cosworth DFV V8 | G    |            | АРГ  | БРА  | ЮАР | СШЗ | ИСП  | БЕЛ  | МОН  | ФРА | ВЕЛ  | ГЕР  | АВТ  | НИД  | ИТА  | КАН  | США  | 7     | 15   |
| 1979 | M29           | Team McLaren | Ford Cosworth DFV V8 | G    | Уотсон     |      |      |     |     |      |      |      |     | 4    | 5    | 9    | Сход | Сход | 6    | 6    | 7     | 15   |
| 1979 | M29           | Team McLaren | Ford Cosworth DFV V8 | G    | Тамбе      |      |      |     |     |      |      |      |     |      |      |      |      |      | Сход | Сход | 7     | 15   |
| 1980 | M29 M29B M29C | Team McLaren | Ford Cosworth DFV V8 | G    |            | АРГ  | БРА  | ЮАР | СШЗ | БЕЛ  | МОН  | ФРА  | ВЕЛ | ГЕР  | АВТ  | НИД  | ИТА  | КАН  | США  |      | 9     | 11   |
| 1980 | M29 M29B M29C | Team McLaren | Ford Cosworth DFV V8 | G    | Уотсон     | Сход | 11   | 11  | 4   | Сход | НКВ  | 7    | 8   | Сход | Сход | Сход | Сход | 4    | НКЛ  |      | 9     | 11   |
| 1980 | M29 M29B M29C | Team McLaren | Ford Cosworth DFV V8 | G    | Прост      | 6    | 5    | НС  |     | Сход | Сход | Сход | 6   | 11   | 7    |      |      |      |      |      | 9     | 11   |
| 1980 | M29 M29B M29C | Team McLaren | Ford Cosworth DFV V8 | G    | Саут       |      |      |     | НКВ |      |      |      |     |      |      |      |      |      |      |      | 9     | 11   |
| 1981 | M29F          | McLaren Int. | Ford Cosworth DFV V8 | M    |            | СШЗ  | БРА  | АРГ | САН | БЕЛ  | МОН  | ИСП  | ФРА | ВЕЛ  | ГЕР  | АВТ  | НИД  | ИТА  | КАН  | СИЗ  | 6     | 28   |
| 1981 | M29F          | McLaren Int. | Ford Cosworth DFV V8 | M    | Уотсон     | Сход | 8    |     |     |      |      |      |     |      |      |      |      |      |      |      | 6     | 28   |
| 1981 | M29F          | McLaren Int. | Ford Cosworth DFV V8 | M    | де Чезарис | Сход | Сход | 11  | 6   | Сход |      |      |     |      |      |      |      |      |      |      | 6     | 28   |

| Легенда к таблице |                                                                    |
| --- | ------------------------------------------------------------------ |
| В таблице перечислены результаты всех Гран-при Формулы-1, в которых использовался автомобиль. Строками таблицы являются сезоны, столбцами — этапы чемпионата мира. В каждой клетке указаны сокращённое название этапа и результат, дополнительно обозначенный цветом. Расшифровка обозначений и цветов представлена в нижеследующей таблице. |                                                                    |
| \| Пример \| Описание \| \| ------------ \| ------------------------------------------------------------------ \| \| 1 \| Победитель \| \| 2 \| Второе место \| \| 3 \| Третье место \| \| 5 \| Финишировал, заработав очки \| \| Сход \| Не финишировал, но при этом заработал очки \| \| 12 \| Финишировал, не получив очков \| \| НКЛ \| Финишировал, но не попал в финальную классификацию \| \| 15 \| Участвовал вне зачёта, либо по отдельной классификации \| \| 18 \| Не финишировал, но попал в финальную классификацию \| \| Сход \| Не финишировал \| \| НКВ \| Не прошёл квалификацию \| \| НПКВ \| Не прошёл предквалификацию \| \| ДСК \| Дисквалифицирован \| \| ИСК \| Исключён из протокола соревнований \| \| ТТ \| Заявлен для участия только в тренировках \| \| НС \| Участвовал в квалификации, но не стартовал в гонке \| \| Т \| Травмирован или болен \| \| ОТК \| Отказ от участия \| \| НТР \| Прибыл на соревнования, но на трассу не выезжал \| \| НПР \| Был заявлен в числе участников, но не прибыл к началу соревнований \| \| О \| Соревнования отменены \| \| \| Не участвовал \| \| Поул-позиция \| \| \| Быстрый круг \| \| |                                                                    |
| Пример | Описание                                                           |
| 1 | Победитель                                                         |
| 2 | Второе место                                                       |
| 3 | Третье место                                                       |
| 5 | Финишировал, заработав очки                                        |
| Сход | Не финишировал, но при этом заработал очки                         |
| 12 | Финишировал, не получив очков                                      |
| НКЛ | Финишировал, но не попал в финальную классификацию                 |
| 15 | Участвовал вне зачёта, либо по отдельной классификации             |
| 18 | Не финишировал, но попал в финальную классификацию                 |
| Сход | Не финишировал                                                     |
| НКВ | Не прошёл квалификацию                                             |
| НПКВ | Не прошёл предквалификацию                                         |
| ДСК | Дисквалифицирован                                                  |
| ИСК | Исключён из протокола соревнований                                 |
| ТТ | Заявлен для участия только в тренировках                           |
| НС | Участвовал в квалификации, но не стартовал в гонке                 |
| Т | Травмирован или болен                                              |
| ОТК | Отказ от участия                                                   |
| НТР | Прибыл на соревнования, но на трассу не выезжал                    |
| НПР | Был заявлен в числе участников, но не прибыл к началу соревнований |
| О | Соревнования отменены                                              |
| | Не участвовал                                                      |
| Поул-позиция |                                                                    |
| Быстрый круг |                                                                    |